# Roger McIntyre
Roger McIntyre (* 7. Juni 1962) ist ein schottischer Curler.
Sein internationales Debüt hatte McIntyre bei der Juniorenweltmeisterschaft 1981 in Megève, wo er die Goldmedaille gewann.
McIntyre spielte als Lead der britischen Mannschaft bei den XVI. Olympischen Winterspielen 1992 in Albertville im Curling. Die Mannschaft belegte den fünften Platz.

## Erfolge
- Europameister 1994, 1995
- Juniorenweltmeister 1981
- 2. Weltmeisterschaft 1992
- 2. Europameisterschaft 1984